# リスペリドン

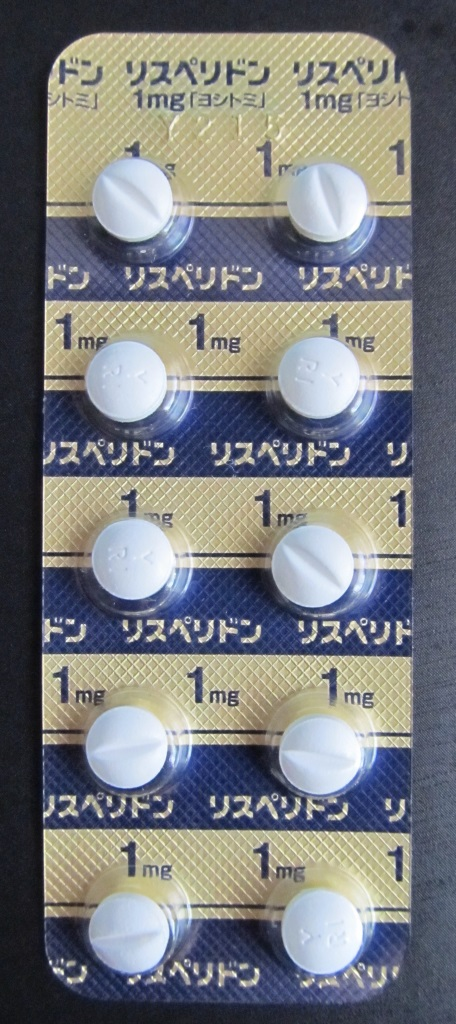
リスペリドン1mg錠

リスペリドン（英語: Risperidone）は、非定型抗精神病薬のひとつである。主に統合失調症の治療に用いられる。商品名リスパダール (Risperdal) ほか、後発医薬品が販売される。ベルギーの製薬会社ヤンセンファーマが開発した。時にセロトニン・ドーパミン拮抗薬 (SDA) に分類される。
高齢者では必要最小限の使用が推奨される。副作用に糖尿病のリスクがある。小児の自閉スペクトラム症では漫然と長期投与しない。

## 適応
日本では1996年4月に、統合失調症に用いる治療薬として厚生省が承認しており、後に自閉スペクトラム症における易刺激性が承認された。
アメリカ合衆国では統合失調症に加え、躁病、自閉症においてもFDAから承認を受けている。

### ガイドライン
2013年の厚生労働省による認知症の周辺症状へのガイドラインでは、第一選択は非薬物介入が原則であり、処方時には患者・保護者に承諾を取るべきである。日本医師会、日本老年医学会による高齢者向けガイドラインでは、必要最小限の使用が推奨される。知的障害での暴力などの行動に対しては、世界精神医学会は環境調整を推奨しているが、副作用のある抗精神病薬が使われている例があるため、If ガイドラインの整備が求められている。

## 薬理
脳の中枢に直接作用して、ドパミンD2受容体拮抗作用・セロトニン5-HT2受容体拮抗作用により統合失調症の陽性症状および陰性症状を改善する作用がある。
開発
従来の抗精神病薬は、統合失調症の陽性症状には効果が見られたものの、陰性症状（感情的引きこもり、情動鈍麻など）に対しては満足する効果が挙げられていない上、錐体外路系副作用が高頻度で発現する問題があった。
選択的なセロトニン5-HT2A受容体拮抗作用を持つケタンセリンと従来薬を併用したところ、これらの問題が改善されたり、弱まった。単一化合物で錐体外路系の副作用が少なく、陰性症状に対しても有効な新薬として1984年に合成されたのがリスペリドンである。ドーパミンよりセロトニンに強く働きかける特徴をもつ。

## 副作用
副作用があるため、服用する際は十分注意すること。
日本の医薬品添付文書では、使用上の注意に、一例を挙げると、糖尿病の副作用について説明しリスクのある場合血糖値の測定などを十分行うこと、小児の自閉スペクトラム症では漫然と長期投与しない旨が書かれている。処方されたばかりは血圧低下による作用によって立ちくらみがよくある。
- 重い副作用に、悪性症候群や遅発性ジスキネジアがある。悪性症候群では筋肉の引きつり、嚥下困難・頻脈・発汗・発熱がある。従来の定型と呼ばれる抗精神病薬に比べ、悪性症候群やジスキネジア、錐体外路系症状は少ないが、代謝異常の副作用が多くなった。
- 高プロラクチン血症は、乳汁が出たり、男性の女性化乳房や勃起障害など性機能障害が生じうる。
- 錐体外路症状、アカシジア、不眠、便秘、めまい、立ちくらみ、力が抜ける、口の渇き、動悸、肥満、性欲減退、逆行性射精。
- 震えや意識がはっきりしない、眠気、倦怠感、鼻づまり。

### 薬物動態
CYP2D6および、一部はCYP3A4で代謝される。併用に注意を要する薬剤がある（飲み合わせ）。
- パロキセチンとの併用で、相互に効力を低下、血中濃度および副作用を増加させるため併用禁忌。
- ドパミンアゴニスト（例：レボドパ、ビ・シフロール）との併用で、ドパミン拮抗作用の低下や前頭葉でのドパミン機能の不均衡により、場合によっては重篤な気分変調などを引き起こす可能性があるため併用には注意を要する。

## 種類
ヤンセンファーマが商品名リスパダールで販売し、錠剤、細粒、口腔内崩壊錠、内用液、持効性注射剤の「リスパダール・コンスタ」がある。ほか、後発医薬品が多数ある。

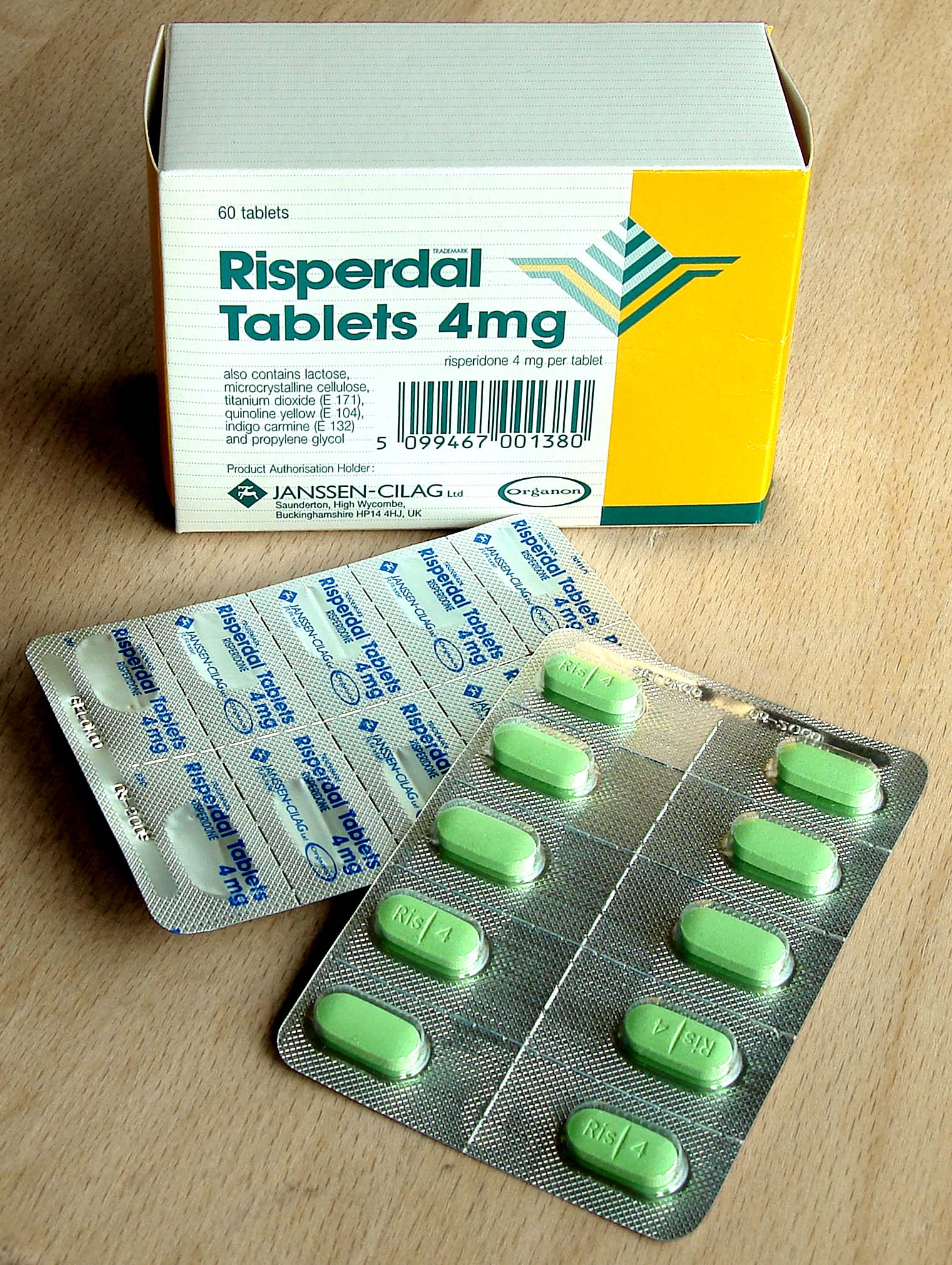
リスパダール錠剤
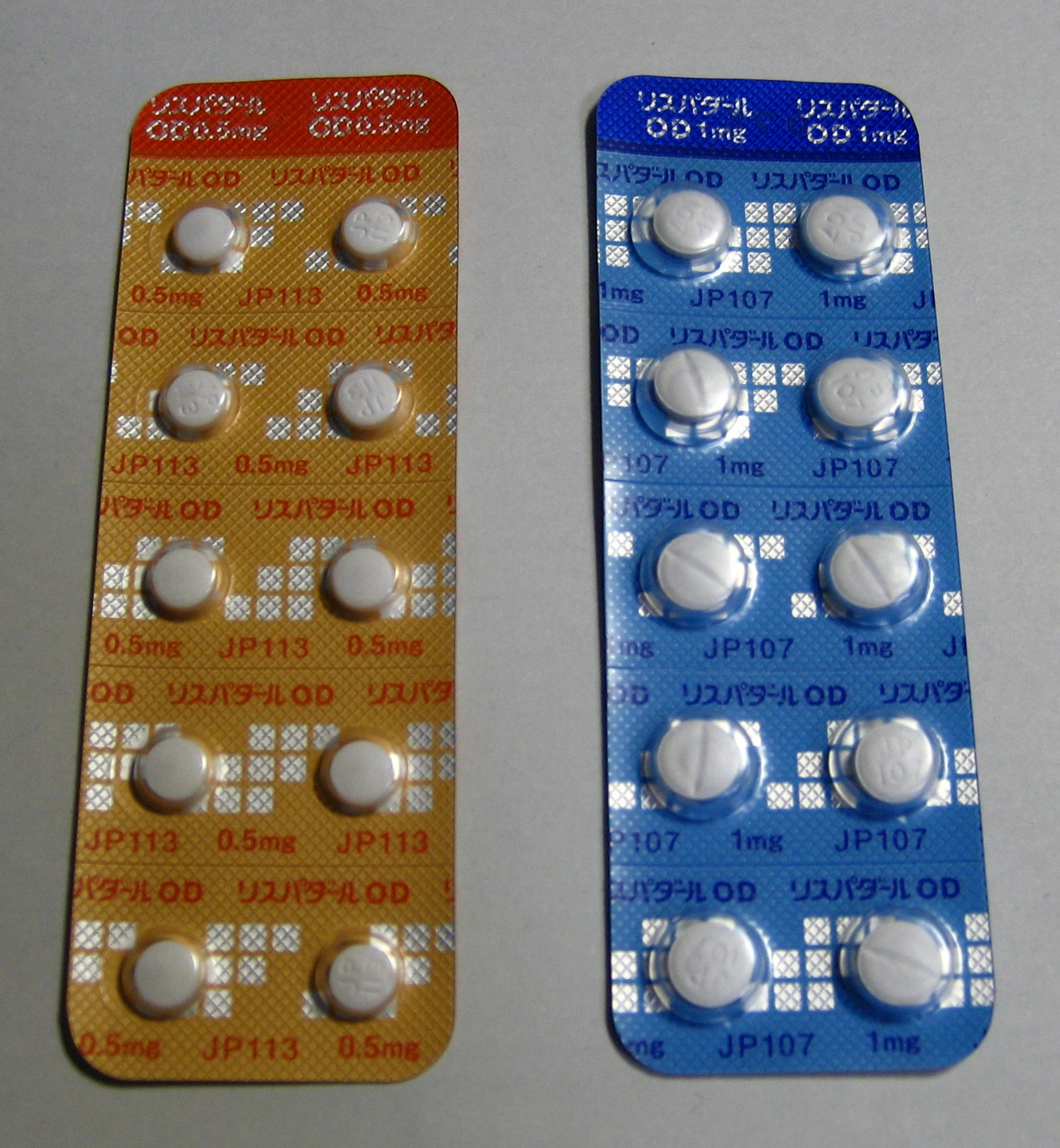
リスパダールOD錠
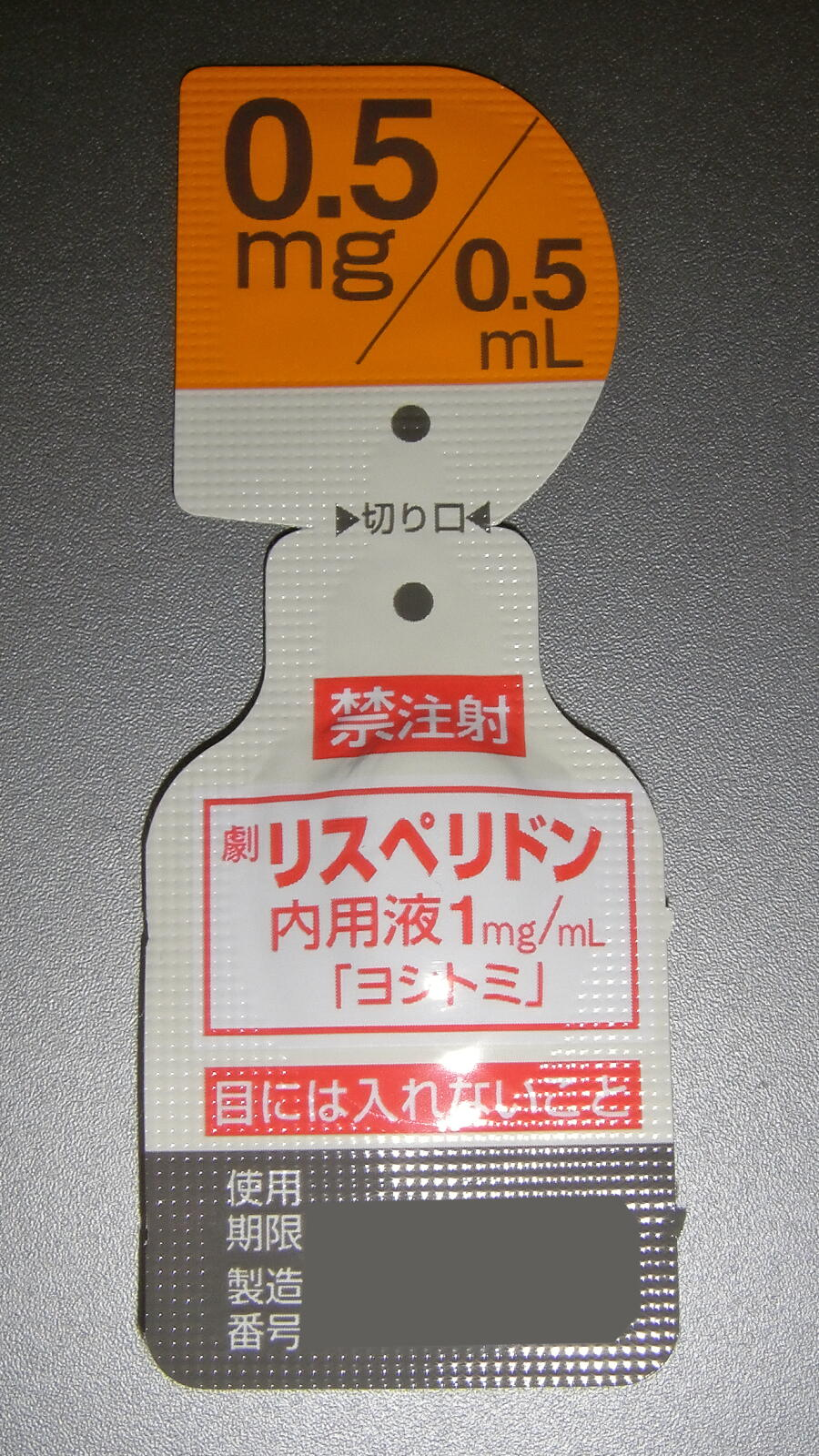
リスペリドン内用液
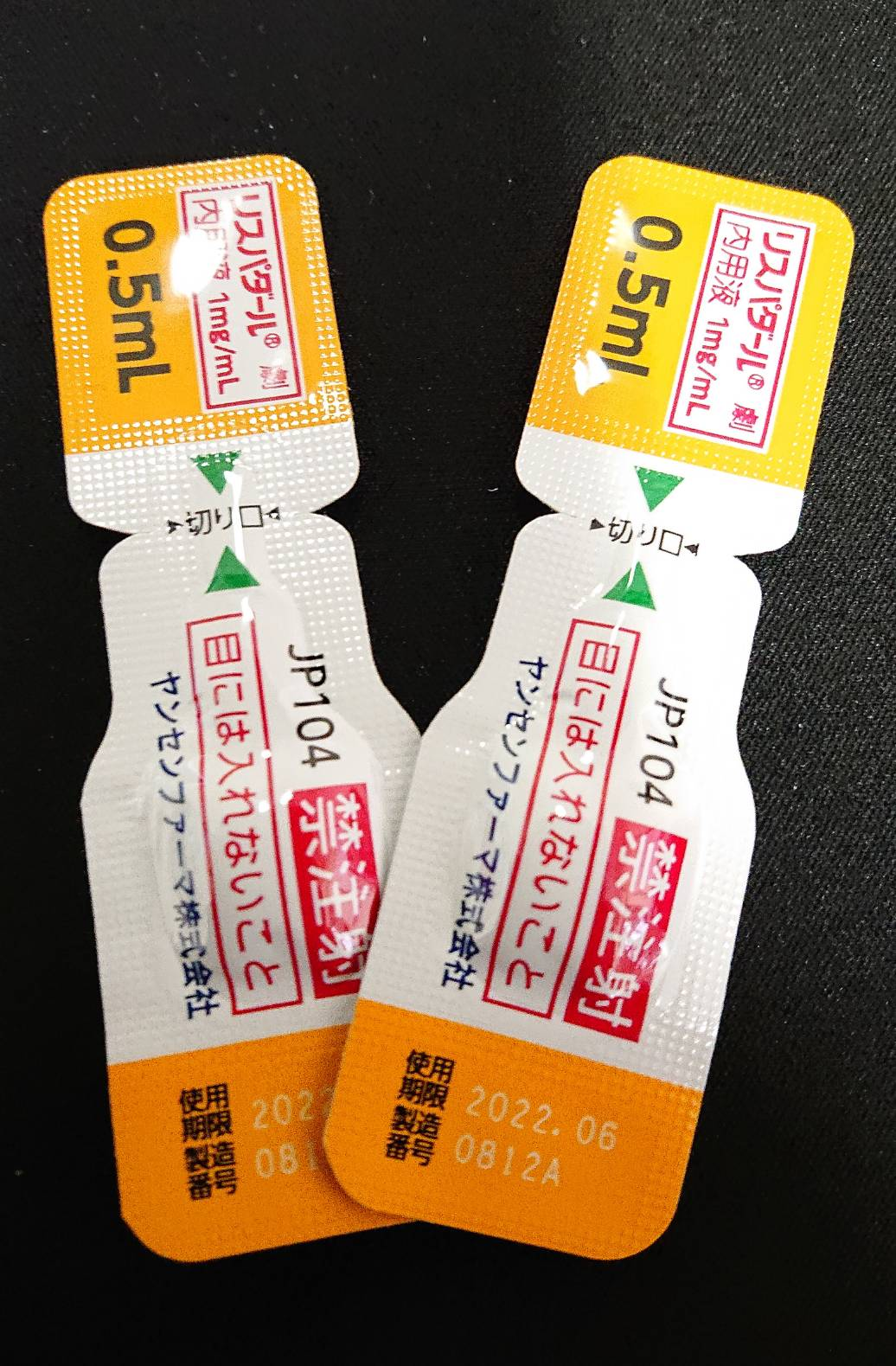
リスパダール0.5ml 内用液
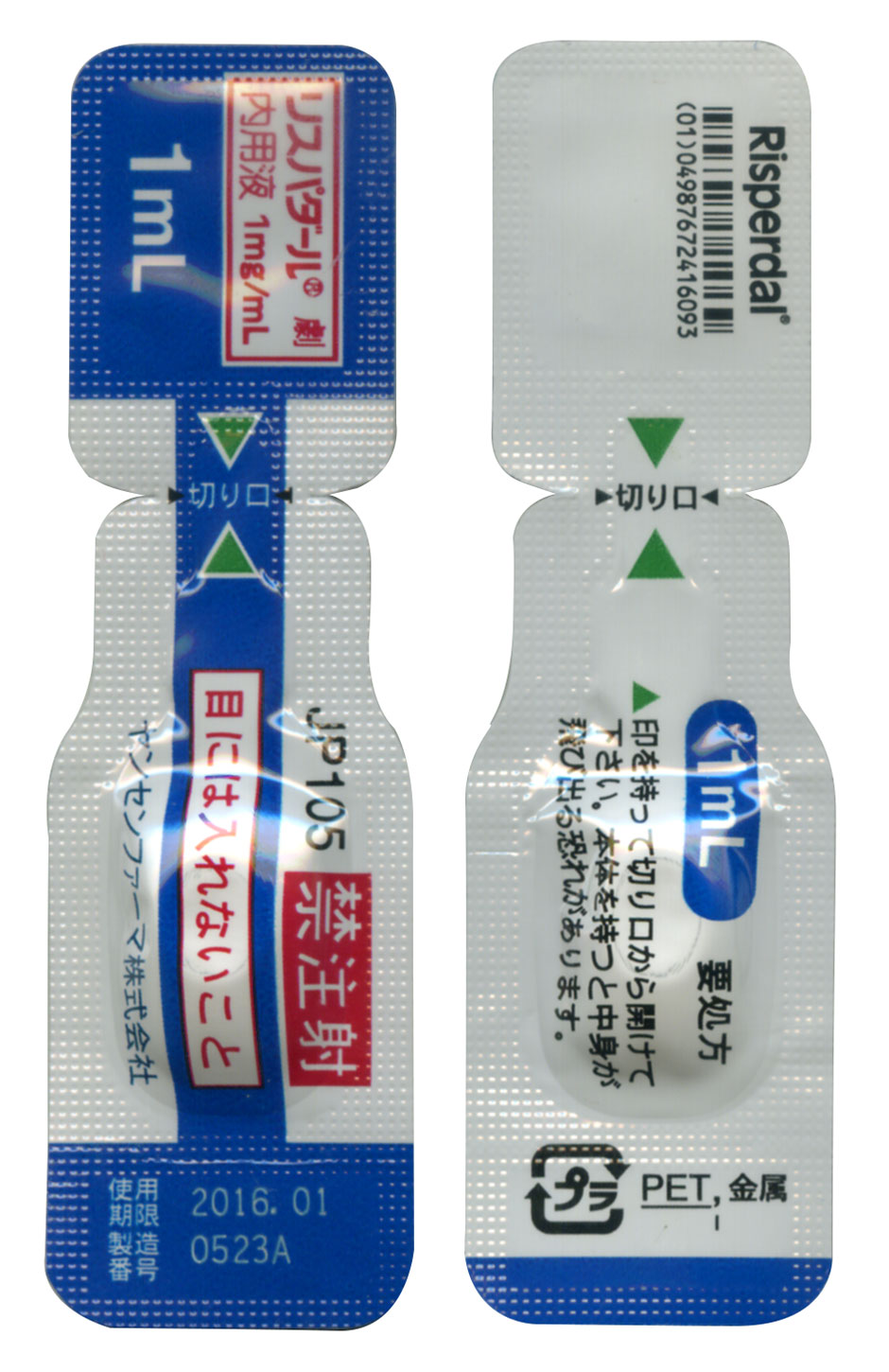
リスパダール1ml 内用液

薬価がさらに安い、多くのジェネリック医薬品が発売されている。持続性注射剤であるリスパダール・コンスタに限ると、その薬価は約23,000円から38,000円と極端に高額である。

## 訴訟
2012年、ジョンソン・エンド・ジョンソンは、非定型抗精神病薬リスパダール（リスペリドン）の小児や高齢者への適応外用途のマーケティングや、薬が体重増加や糖尿病と相関するというデータの隠蔽、またほかの薬の違法なマーケティングにより係争中であり、15～20億ドルが科されるとみられている。リスパダールを処方するごとに5,000ドルの罰金で係争中である。2013年に罰金22億ドルを支払った。
また男児の女性化乳房の副作用による訴訟もたびたび起きている。